# Filippo da Sterpeto
Filippo da Sterpeto (fl. XIII secolo) è stato un politico sammarinese del XIII secolo.
Consul, figura evolutasi nell'attuale Capitano Reggente, dal 1º ottobre 1243 al 1º aprile 1244 con Oddone Scarito è il primo capo di Stato della Repubblica di San Marino di cui si è a conoscenza.
A Filippo da Sterpeto è dedicata una piazza nel castello di Domagnano e un vino del Consorzio vini tipici di San Marino.